# Grand Prix Szwajcarii 1936
Grand Prix Szwajcarii 1936 (oryg. III Großer Preis der Schweiz) – jeden z wyścigów Grand Prix rozegranych w 1936 roku oraz trzecia eliminacja Mistrzostw Europy AIACR.

## Lista startowa
Na niebieskim tle kierowcy, którzy nie wzięli udziału w kwalifikacjach, lecz współdzielili samochód w czasie wyścigu
| Nr | Kierowca                | Zespół                 | Samochód             | Silnik                |   |
| -- | ----------------------- | ---------------------- | -------------------- | --------------------- | - |
| 2  | Rudolf Hasse            | Auto Union AG          | Auto Union C         | Auto Union 6.0 V-16   | ? |
| 2  | Ernst von Delius        | Auto Union AG          | Auto Union C         | Auto Union 6.0 V-16   | ? |
| 4  | Bernd Rosemeyer         | Auto Union AG          | Auto Union C         | Auto Union 6.0 V-16   | ? |
| 6  | Hans Stuck              | Auto Union AG          | Auto Union C         | Auto Union 6.0 V-16   | ? |
| 8  | Achille Varzi           | Auto Union AG          | Auto Union C         | Auto Union 6.0 V-16   | ? |
| 10 | Manfred von Brauchitsch | Daimler-Benz AG        | Mercedes-Benz W25    | Mercedes-Benz 4.7 S-8 | ? |
| 12 | Rudolf Caracciola       | Daimler-Benz AG        | Mercedes-Benz W25    | Mercedes-Benz 4.7 S-8 | ? |
| 14 | Luigi Fagioli           | Daimler-Benz AG        | Mercedes-Benz W25    | Mercedes-Benz 4.7 S-8 | ? |
| 16 | Hermann Lang            | Daimler-Benz AG        | Mercedes-Benz W25    | Mercedes-Benz 4.7 S-8 | ? |
| 16 | Luigi Fagioli           | Daimler-Benz AG        | Mercedes-Benz W25    | Mercedes-Benz 4.7 S-8 | ? |
| 18 | Philippe Étancelin      | prywatny               | Maserati V8RI        | Maserati 4.8 V-8      | ? |
| 20 | Raymond Sommer          | prywatny               | Alfa Romeo Tipo B/P3 | Alfa Romeo 3.2 S-8    | ? |
| 22 | Jean-Pierre Wimille     | Automobiles E. Bugatti | Bugatti T59/50B      | Bugatti 4.7 S-8       | ? |
| 24 | Earl Howe               | prywatny               | Bugatti T59          | Bugatti 3.3 S-8       | ? |
| 28 | René Dreyfus            | Scuderia Ferrari       | Alfa Romeo 12C-36    | Alfa Romeo 4.1 V-12   | ? |
| 30 | Giuseppe Farina         | Scuderia Ferrari       | Alfa Romeo 8C-35     | Alfa Romeo 3.8 S-8    | ? |
| 32 | Tazio Nuvolari          | Scuderia Ferrari       | Alfa Romeo 12C-36    | Alfa Romeo 4.1 V-12   | ? |
| 36 | Clemente Biondetti      | Scuderia Maremmana     | Maserati 6C-34       | Maserati 3.7 S-6      | ? |
| Nr | Kierowca                | Zespół                 | Samochód             | Silnik                |   |

## Wyniki

### Kwalifikacje
Źródło: teamdan.com
| Poz. | Nr | Kierowca                | Konstruktor   | Czas   | Poz. s. |
| ---- | -- | ----------------------- | ------------- | ------ | ------- |
| 1    | 12 | Rudolf Caracciola       | Mercedes-Benz | 2:37,9 | 1       |
| 2    | 4  | Bernd Rosemeyer         | Auto Union    | 2:39,3 | 2       |
| 3    | 8  | Achille Varzi           | Auto Union    | 2:39,5 | 3       |
| 4    | 10 | Manfred von Brauchitsch | Mercedes-Benz | 2:40,2 | 4       |
| 5    | 16 | Hermann Lang            | Mercedes-Benz | 2:40,4 | 5       |
| 6    | 32 | Tazio Nuvolari          | Alfa Romeo    | 2:41,5 | 6       |
| 7    | 28 | René Dreyfus            | Alfa Romeo    | 2:45,2 | 7       |
| 8    | 14 | Luigi Fagioli           | Mercedes-Benz | 2:45,6 | 8       |
| 9    | 6  | Hans Stuck              | Auto Union    | 2:45,8 | 9       |
| 10   | 2  | Rudolf Hasse            | Auto Union    | 2:46,3 | 10      |
| 11   | 22 | Jean-Pierre Wimille     | Bugatti       | 2:46,3 | 11      |
| 12   | 30 | Giuseppe Farina         | Alfa Romeo    | 2:52,6 | 12      |
| 13   | 36 | Clemente Biondetti      | Maserati      | 2:52,6 | 13      |
| 14   | 20 | Raymond Sommer          | Alfa Romeo    | 3:00,0 | 14      |
| 15   | 18 | Philippe Étancelin      | Maserati      |        | 15      |
| 16   | 24 | Earl Howe               | Bugatti       |        | 16      |
| 17   | 38 | Jacques de Rham         | Maserati      |        | 17      |
| Poz. | Nr | Kierowca                | Konstruktor   | Czas   | Poz. s. |

### Wyścig
Źródło: kolumbus.fi
| P                                                     | + / – | Nr | Kierowca                      | Konstruktor   | Okr. | Czas / Strata      | Komentarz              |
| ----------------------------------------------------- | ----- | -- | ----------------------------- | ------------- | ---- | ------------------ | ---------------------- |
| 1                                                     | 1     | 4  | Bernd Rosemeyer               | Auto Union    | 70   | 3h09:01,6          |                        |
| 2                                                     | 1     | 8  | Achille Varzi                 | Auto Union    | 70   | +0:52,6            |                        |
| 3                                                     | 6     | 6  | Hans Stuck                    | Auto Union    | 69   | +1 okr             |                        |
| 4                                                     | 1     | 16 | Hermann Lang Luigi Fagioli    | Mercedes-Benz | 69   | +1 okr             | Samochód współdzielony |
| 5                                                     | 5     | 2  | Rudolf Hasse Ernst von Delius | Auto Union    | 67   | +3 okr             | Samochód współdzielony |
| Niesklasyfikowani                                     |       |    |                               |               |      |                    |                        |
|                                                       |       | 20 | Raymond Sommer                | Alfa Romeo    | 51   | Skrzynia biegów    |                        |
|                                                       |       | 10 | Manfred von Brauchitsch       | Mercedes-Benz | 50   | Przegrzanie        |                        |
|                                                       |       | 18 | Philippe Étancelin            | Maserati      | 34   | Hydraulika         |                        |
|                                                       |       | 12 | Rudolf Caracciola             | Mercedes-Benz | 29   | Tylna oś           |                        |
|                                                       |       | 28 | René Dreyfus                  | Alfa Romeo    | 26   | Awaria mechaniczna |                        |
|                                                       |       | 24 | Earl Howe                     | Bugatti       | 24   | Wypadek            |                        |
|                                                       |       | 32 | Tazio Nuvolari                | Alfa Romeo    | 18   | Awaria mechaniczna |                        |
|                                                       |       | 36 | Clemente Biondetti            | Maserati      | 10   | Skrzynia biegów    |                        |
|                                                       |       | 14 | Luigi Fagioli                 | Mercedes-Benz | 6    | Wyciek oleju       |                        |
|                                                       |       | 30 | Giuseppe Farina               | Alfa Romeo    | 6    | Awaria mechaniczna |                        |
|                                                       |       | 22 | Jean-Pierre Wimille           | Bugatti       | 3    | Skrzynia biegów    |                        |
|                                                       |       | 38 | Jacques de Rham               | Maserati      | 0    | Awaria mechaniczna |                        |
| Nie wystartowali / niedopuszczeni do ponownego startu |       |    |                               |               |      |                    |                        |
|                                                       |       | 40 | Hans Rüesch                   | Maserati      |      |                    |                        |
| P                                                     | + / – | Nr | Kierowca                      | Konstruktor   | Okr. | Czas / Strata      | Komentarz              |

### Najszybsze okrążenie
Źródło: teamdan.com
| Nr | Kierowca        | Konstruktor | Czas   | Okr. |
| -- | --------------- | ----------- | ------ | ---- |
| 4  | Bernd Rosemeyer | Auto Union  | 2:34,5 |      |